# Fluke
Fluke is een Britse band, ontstaan in 1989, die elektronische muziek maakt. Hun bekendste nummers zijn Slid (1993) Atom Bomb (1996) en Absurd (1997). Nummers van Fluke werden gebruikt in de films The Matrix Reloaded, Lara Croft: Tomb Raider en Sin City en het spel Need For Speed Underground 2 en WipeOut 64.

## Geschiedenis
Fluke ontstond in 1989 toen de Britse acidhouse in opkomst kwam. Mike Bryant (1969) en Jon Fugler (1962) waren in de jaren tachtig al actief in de punkscene. Samen met Mike Tournier (1963) vormden ze vanaf 1989 Fluke. Er werden vervolgens wat singles in eigen beheer uitgebracht. De single Joni/Taxi (1990), dat dreef op een sample van Big yellow taxi van Joni Mitchell viel op en leverde een deal op met Creation Records. Hierop brachten ze in 1991 het album The Techno Rose of Blighty uit.
De doorbraak van Fluke kwam met het album Six Wheels On My Wagon, waarop progressive house met popinvloeden wordt afgewisseld. De single Slid werd opgepikt door Sasha, die het nummer bewerkte als een van de openingstracks op de eerste Renaissance-verzamelaar. In 1994 kregen ze een uitnodiging voor The Peel Sessions. Op het album Oto (1995) werd meer de nadruk op ambient gelegd. In 1996 bereikten ze de Britse hitlijsten met het nummer Atom Bomb, waarop men meer inspeelt op de populariteit van breakbeat. Het nummer is onderdeel van de soundtrack voor de computergame Wipeout 2097. Het was de voorbode van het album Risotto. Na dit album verliet Tournier de groep om Syntax op te richten. 
Het werk van Fluke werd in 1999 verzameld op de albums Progressive History X (2001) en Progressive History XXX (2001). In 2003 volgde nog het album Puppy. Daarop staat het nummer Another Kind of Blues, dat werd hernoemd naar Zion en te horen is in The Matrix Reloaded. Daarna wordt Fluke een tijdje in de ijskast gezet voor het project 2 Bit pie, waarop ze met een grote aantal musici samenwerkten. Daarvan verscheen in 2006 het album 2 Pie island.

## Bandleden

### Huidige bandleden
- Mike Bryant
- Jon Fugler

### Vroegere bandleden
- Mike Tournier
- Julian Nugent
- Rachel Stewart

## Discografie
- The Techno Rose of Blighty (1991)
- Out (In Essence) (1991)
- Six Wheels On My Wagon (1993)
- Oto (1995)
- Risotto (1997)
- Progressive History X (2001)
- Progressive History XXX (2002)
- Puppy (2003)